# Comuna Mîsove, Lenine
Mîsove (în ucraineană Мисове) este o comună în raionul Lenine, Republica Autonomă Crimeea, Ucraina, formată din satele Azovske, Mîsove (reședința), Semenivka și Zavodske.

## Demografie
Componența lingvistică a comunei Mîsove
     Rusă (82,39%)
     Ucraineană (14,73%)
     Tătară crimeeană (2,24%)
     Alte limbi (0,56%)
Conform recensământului din 2001, majoritatea populației comunei Mîsove era vorbitoare de rusă (82,39%), existând în minoritate și vorbitori de ucraineană (14,73%) și tătară crimeeană (2,24%).